# Alte Post (Eppingen)

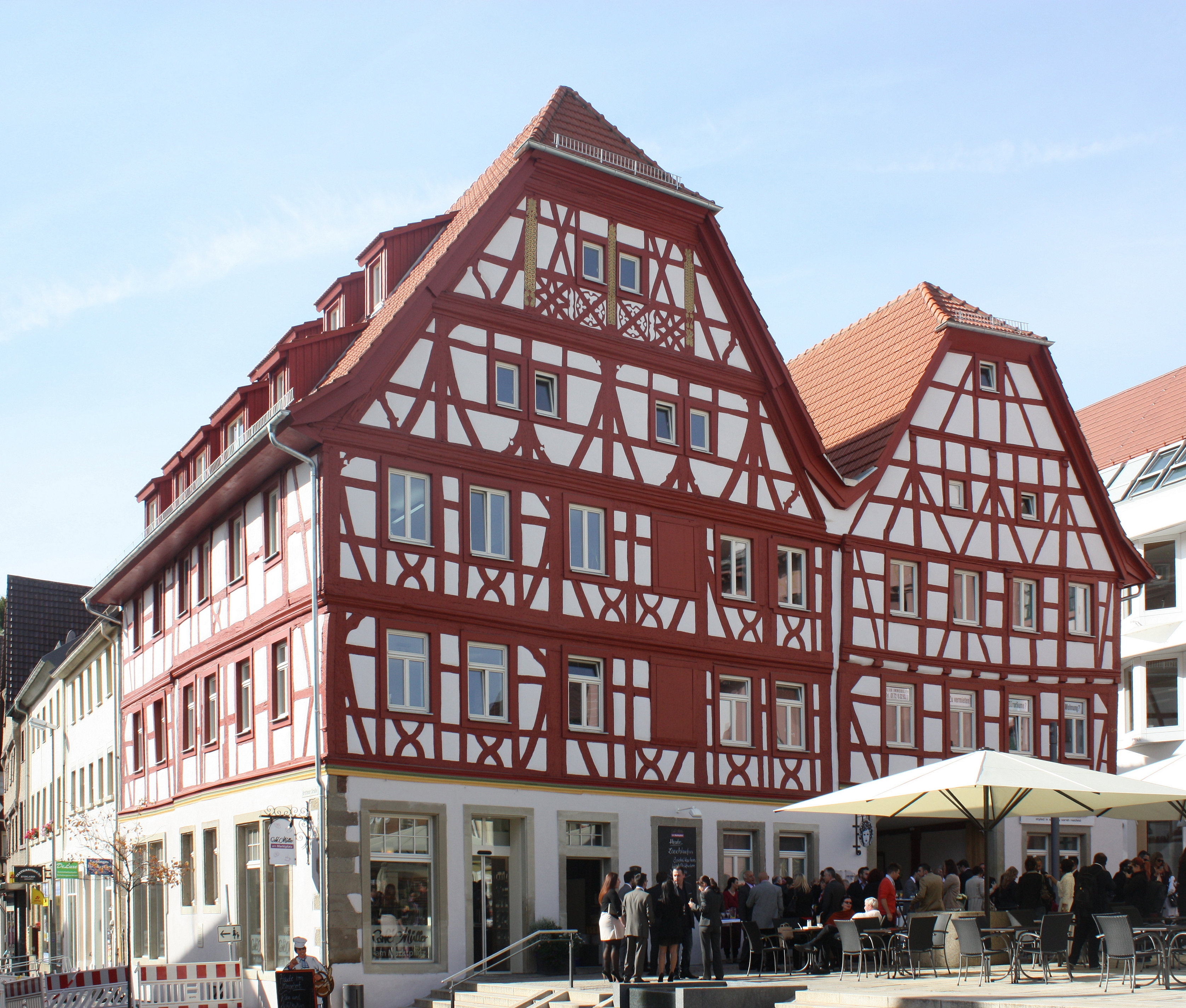
Alte Post in Eppingen (2012)

Das Haus Alte Post in Eppingen, einer Stadt im Landkreis Heilbronn im nördlichen Baden-Württemberg, ist ein um 1588 errichtetes Fachwerkhaus im Kraichgau. Das Gebäude ist als Kulturdenkmal geschützt.

## Baubeschreibung
Das Haus am Marktplatz, Ecke Brettener Straße, ist ein großes Bürgerhaus, das seinen Giebel zum Platz hin hat und somit den Gesamteindruck dieses zentralen Platzes  mitprägt. Über dem massiven Erdgeschoss erheben sich zwei leicht überstehende Fachwerkstöcke und darüber ein Giebel mit zwei Dachstöcken. Über dem Hahnenbalken ist das Dach leicht abgewalmt. Das Haus lehnt sich mit seiner rechten Traufseite an das Nachbarhaus, ebenfalls ein Fachwerkhaus, an.
Während die linke Traufseite aus einfachem Fachwerk besteht, zeigt die weithin sichtbare Giebelseite alle Varianten der Verstrebungsformen, die in der zweiten Hälfte des 16. Jahrhunderts üblich waren: den Fränkischen Mann, unter den Fenstern Andreaskreuze und im unteren Dachstock gekehlte Fußstreben mit Augen. Der obere Dachstock besitzt Zierformen, die in die Brüstung zwischen den Bundständern eingefügt sind: Andreaskreuze mit gebogenen Rauten, senkrechte Stiele und Kreisteile mit ausgeputzten Fischblasen und Blattformen. Die drei Bundständer sind mit einem Schnitzwerk in Form von Flechten bedeckt.